# Das Total verrückte Wunderauto
Charlie 2 (em alemão: Das Total verrückte Wunderauto e em português brasileiro: Charlie: Em ritmo de aventura) é um filme alemão lançado em 2006 e dirigido por Michael Karen.

## Sinopse
Felix é um garoto de 11 anos que é negligenciado por seus pais adotivos. Ele espera ansiosamente pela volta de seu irmão Charlie, o único que lhe dava atenção, mas que agora está morando longe. Enquanto isso, Felix passa os dias brincando na garagem com um velho MINI cooper amarelo, adicionando partes de computador e outras peças para montar um "carro secreto”.
Um dia, seu amigável vizinho Rasmus lhe dá um laptop, que Felix usa para conectar o carro à internet. Por acidente, o carro faz o download de um programa ultrassecreto criado pela programadora Anna Dixon, o que acaba dando vida ao veículo (agora chamado de Charlie 2). Juntos, Felix e o carro vão em busca de Charlie, enquanto são perseguidos pela corporação Cybronics, que quer recuperar o programa dentro de Charlie 2.

## Elenco
| Ator / Atriz          | Personagem           |
| --------------------- | -------------------- |
| Nikita Wokurka        | Felix Bender         |
| Christoph M. Herbst   | Charlie 2            |
| Barnaby Metschurat    | Charlie Bender       |
| Henny Reents          | Anna Dixon           |
| Thomas Fritsch        | Sr. Rasmus           |
| Heinrich Schafmeister | Pai adotivo de Felix |
| Claudia Lössl         | Mãe adotiva de Felix |